# Mieczysław Salecki
Mieczysław Salecki, pseudonim Mario Saletzky (ur. 29 sierpnia 1893 w Mieniu koło Lipna, zm. 19 lipca 1982 w Warszawie) – polski śpiewak operowy, tenor.

## Życiorys
Był synem ziemianina Kazimierza Saleckiego i Cyrylli z domu Kobowskiej. Ukończył szkołę realną przy ul. Chmielnej w Warszawie, był jednym z założycieli i działaczem Towarzystwa Śpiewaczego „Lutnia”. Po wybuchu I wojny światowej służył przez dwa lata w pierwszym szwadronie Legionu Puławskiego, dosłużył się stopnia podporucznika. W wojnie polsko-bolszewickiej 1919–1921 walczył w szeregach 1 Pułku Ułanów Krechowieckich, otrzymał awans do stopnia porucznika i został odznaczony orderem Virtuti Militari. Śpiew studiował na Wydziale  Wokalnym Konserwatorium Kijowskiego oraz w Warszawie u Marii Łubkowskiej. W 1924 roku został zaangażowany przez Emila Młynarskiego do zespołu Teatru Wielkiego w Warszawie, w którym występował do 1928 roku. W latach 1925–1927 występował równolegle w Operze Lwowskiej, często w duecie z Adamem Didurem. Kreował m.in. role Cavaradossiego w Tosce i Jontka w Halce oraz partię tytułową w Fauście Charles’a Gounoda. W 1928 roku występował w Wiedniu, w sezonie 1928–1929 śpiewał w operze w Dreźnie, a w latach 1929–1931 był członkiem zespołu teatru operowego w Brunszwiku. Gościnnie występował też na innych scenach niemieckich, m.in. w Städtische Oper w Berlinie. W 1932 roku otrzymał angaż do Opéra Russe w Paryżu, gdzie zasłynął rolą Dymitra Samozwańca w Borysie Godunowie Modesta Musorgskiego. Gościł na scenach w Pradze, Brukseli i Mediolanie, a w latach 1934–1936 był solistą opery w Zurychu, gdzie doprowadził do wystawienia Halki (1935).
W 1936 roku wrócił do Polski. Początkowo występował na scenie operowej w Warszawie, później we Lwowie i Poznaniu. Dokonał nagrań płytowych popularnych arii operowych i pieśni dla wytwórni Syrena-Elektro. Podczas II wojny światowej przebywał w Warszawie, sporadycznie występując na tajnych wieczorach muzycznych. Uczestniczył w powstaniu warszawskim, po upadku którego został wywieziony z żoną do Niemiec. Do Warszawy wrócił w 1948 roku i nawiązał współpracę z Biurem Koncertowym Artos. Po wojnie zaangażował się głównie w pracę pedagogiczną. Uczył w Szkole Muzycznej im. Karola Kurpińskiego, współpracował też z zespołem „Mazowsze” i Centralnym Zespołem Artystycznym Wojska Polskiego. W 1974 roku obchodził na Scenie Kameralnej Teatru Wielkiego w Warszawie jubileusz 60-lecia pracy artystycznej. Został pochowany na cmentarzu Powązkowskim w Warszawie.
Jego głos był tenorem lirycznym, potrafił też wykonywać partie bohaterskie. Do jego popisowych ról należały Leński w Eugeniuszu Onieginie, Stefan w Strasznym dworze, Cavaradossi w Tosce, Rinuccio w Giannim Schicchim, Książę Mantui w Rigoletcie.